# P.V. Jensen Klint
Peder Vilhelm Jensen Klint (21. juni 1853 i Mineslyst ved Holsteinborg – 1. december 1930 i København) var en dansk arkitekt, møbeldesigner og maler, der skabte Grundtvigskirken.
Han var far til Tage, Kaare Klint og Helle Klint Bentsen.

## Ungdom som maler og ingeniør
Hans forældre var mejeriforpagter Christen Jensen og Johanne Andersdatter. Han tog navneskift fra Jensen 10. november 1893. Jensen Klint tog præliminæreksamen 1869, blev optaget på Polyteknisk Læreanstalt 1870 og tog afgangseksamen som bygningsingeniør 1877. Han havde som lærer Johan Daniel Herholdt, der kom til at præge Jensen Klints materialefornemmelse og kendskab til ældre dansk bygningskultur. Jensen Klint gik dernæst på Kunstakademiets malerskole, hvor han blev optaget maj 1878, men gennemgik alle malerskolens klasser til 1885 uden at tage afgang.
Jensen Klint vaklede som ung mellem at følge sine matematiske anlæg og de kunstneriske. Først efter den polytekniske afgangseksamen tog de sidste overhånd og førte til hans uddannelse som kunstmaler; dog havde han til stadighed tegnet både mennesker, natur og bygninger. Som maler dyrkede Jensen Klint navnlig landskabsbilledet, indtil Carl Bloch afløste Jørgen Roed som professor. Af økonomiske grunde underviste han samtidigt i matematik som matematiklærer ved Orlogsværftets Skole og Det tekniske Selskabs Skole. Alligevel måtte han til sidst opgive håbet om at ernære sig som kunstmaler og søge beskæftigelse ved ingeniørarbejde ved kystsikringen i Lemvig 1889 og som assistent hos Stadsingeniøren i København 1890–97 og tegnelærer ved Landbohøjskolen 1892–1916. Han rejste til Italien 1891 og senere England 1910.
Slippe det kunstneriske kunne han dog ikke. Han malede endnu enkelte billeder og begyndte desuden at sysle med modellering (bronzestatuette efter en kolossal antik, Den dansende Silen, 1889; springvand på Amagertorv, med en lystig Amagerbonde på et kålhoved, 1890). Vistnok lidt senere tog han – i begejstring over brødrene Skovgaards arbejder – også fat på keramik og udførte en del krukker, fade mm. hos G. Eifrig i Valby. Gennem det keramiske førtes han tillige ind på andet kunsthåndværk, bl.a. gravsten, bogbind og navnlig møbler. Igennem flere år var sådanne mindre arbejder hans væsentlige kunstneriske beskæftigelse. Men efterhånden følte han sig mere og mere tiltrukket af arkitektur; og da en god ven, guldsmed W. Holm, skulle have bygget en villa, fik Jensen Klint – efter en lille privat konkurrence med den akademiske arkitekt Eugen Jørgensen – denne overdraget (Sofievej 27 i Hellerup, 1896). Denne opgave blev fulgt af flere villaer i forstaden, hvor han eksperimenterede med rødstensmurværkets muligheder.

## Gennembrud som arkitekt
Med gymnastikhuset på Vodroffsvej, Frederiksberg (1898), vandt han sig et navn og blev optaget i Akademisk Arkitektforening. Ingeniørarbejdet opgav han nu. Bortset fra de forudsætninger for arkitektonisk arbejde, han havde som bygningsingeniør, tilegnede han sig sine erfaringer ved selvsyn og selvoplevelse mere end ved boglige studier; han tegnede heller ikke skitser for at benytte disse som "Motiver", således som almindeligt var på den tid. Af økonomiske og nationale grunde holdt han sig hovedsageligt til hjemlandet. "vore gamle Herregaarde, Kirker og kraftige simple Barokhuse har været mine bedste Læremestre". Indflydelse fra gotik og barok dominerede (en ikke ualmindelig forbindelse på den tid, se f.eks. Alfred Messel i Berlin). Også den svungne og knækkede gavl fra H.B. Storcks Abel Cathrines Stiftelse går ret hyppigt igen. På det stilrene lagde Jensen Klint ingen vægt. For øvrigt tog han ikke lidt af kunsthåndværkeren med sig over i arkitekturen; eksempler er sporvejsventesalen kaldet "suppeterrinen", på Trianglen (1906) og dronning Margretes tårn. Også som arkitekt havde han mere sin styrke i enkelte partier end i den rumlige helhed. Ved sin stemningsbetonede, frisindede men samtidig hjemligt traditionsbundne indstilling samt ved sin mærke følelse for det stoflige og det plastiske fortsatte Jensen Klint – om end på en meget personlig måde – den Herholdtske retning. Dog manglede han i nogen grad denne retnings sans for det håndværksmæssigt-konstruktive som grundlag for den kunstneriske udformning (derimod havde han megen sans for håndværket i stoflig henseende); det at tvinge tingene ind i sine kunstneriske syners form var det væsentlige for ham både som kunsthåndværker og arkitekt. Sin største indsats som arkitekt kom Jensen Klint til at yde som kirkebygmester. På grund af opgavens mindre sammensatte karakter kunne på dette område hans kunstneriske fantasi, hans religiøse følelse og hans grublende og skabende trang til enhed få et friere afløb end ved det borgerlige byggeri. En tid havde han været berørt af 1880'ernes og 1890'ernes følelse af en ny renæssance (sml. Architekten, 1903–04, s. 203).

## Kirkeprojekterne
- Grundtvigskirken, København (1940)
- Grundtvigskirken i landsbykirkestil
- Grundtvigskirkens interiør

Men i det store og hele var en ydmyg stræben mod det simpelt og enfoldigt ophøjede det, han søgte, og det blev i kirkerne, han efterhånden klarest fandt udtryk for denne stræben. På nær Vodskov falder alle kirkeprojekterne efter hans 59. år. Formsproget i Jensen Klints kirker – atter med undtagelse af Vodskov, der på almindelig landsbykirkevis indeholder romanske og andre stilistiske elementer – er en videreførelse af dansk gotik. Særlig karakteristisk for hans gotiske kirkestil er den rige, orgelpibelignende blændingsdekoration i det ydre.
Hovedværket er Grundtvigskirken (1920–40), "Domkirken i Landsbykirkestil". Den er udvendigt og indvendigt opført af samme lyse, gule mursten, omhyggeligt sorteret og muret (fx kommer i det af Jensen Klint udtænkte forbandt først bindere under hinanden i hvert 10. skifte). Formsten er ikke anvendt; thi sagde Jensen Klint, det er en stor værdi, "at Murstensmaterialet fremtræder i sin Renhed, at man fornemmer hver lille Mursten som det Element, hvoraf det Hele er bygget." forholdene er til dels simple talforhold (se Nationaltidende 13. juli 1926), og hvælvingerne er med tilnærmelse formet over matematiske ledelinjer som spidsbuen, cirklen, ellipsen og parablen (disse var han kommet ind på, ved iagttagelser i danske middelalderlige kirker). Det indre giver ved de slanke proportioner og "den rationelle Konstruktion i det homogene Stof" det mest afklarede udtryk for Jensen Klints stræben mod det enfoldigt ophøjede. Af hensyn til enheden lader Jensen Klint også kirkens tagprofil slå igennem i blændingerne på tårnets forside og gør tårnets tag og trappegavle tredelte for at antyde de tre skibe i det indre (de ældre, mere håndværksmæssigt indstillede arkitekter holdt derimod ikke af parallelle tagflader på grund af de render, der fremkom imellem dem). Med sine svagt konvekse gavle rejser tårnets masse sig som "den lerede, lodrette danske Klint ved Havet, hvoraf Kunstneren tog sit Navn" (Frithiof Brandt). Det var Jensen Klints håb, at hans kirker skulle vidne "gjennem alle Konfessioner om det uudsigelige".
Som eksempler på hans borgerlige bygningskunst kan fremhæves Orupgårds fantastiske, men holdningsfulde forvalterbolig, komponisten Thorvald Aagaards lille hus i Ryslinge samt den til beboelse indrettede lade på Borupgård. Som arkitekt fortsatte Jensen Klint også med sådant kunsthåndværksmæssigt arbejde, der i almindelighed varetages af arkitekter, og tegnede gravsten, monumenter, møbler, indskriftstavler, grafik og lignende, ofte af høj kunstnerisk kvalitet, fx udkast til Dronning Dagmars Kilde, mindesmærket for Nørregård og Bågø og forsiden til Bygmesterbogen. Udslag af denne interesse var hans roller som lærer ved Skolen for Boghaandværk nogle år fra ca. 1902 og hans indsats som medstifter af Selskabet for dekorativ Kunst 1901 (formand for samme 1902–1905).

## Indflydelse på samtid og eftertid
Ved sine ideer, der ofte var mere fremskredne end hans kunst, og ved sin gæstfri optagelse af den kreds af unge arkitekter, der omkring 1902 brød ud af Akademiet og sammen med ligesindede 1909 stiftede Den fri Architektforening, havde han en tid en ikke ringe indflydelse på udviklingen. Nogen direkte påvirkning fra hans arkitektur spores også, fx i ungdomsarbejder af Harald Nielsen, Ivar Bentsen og Povl Baumann. Over for den senere nyklassicisme stillede Jensen Klint sig fjendtligt. Dog har han bygget i hvert fald en enkelt lille villa, Sømarksvej 14, med klassicistisk præg; ligeledes er Brostrøms monument i Viborg klassicistisk. Han forstod i og for sig det værdifulde i antik og klassicistisk arkitektur, med hensyn til 1800-tallets borgerhuse endog længe før nyklassicismen (Architekten, 1900–01, 162, sml. 179); det var dette formsprogs genoptagelse, han var imod. Den efter nyklassicismen følgende modernisme har derimod ikke efterladt noget spor i hans produktion, endskønt han allerede 1919 var klar over, at historicismens periode måtte afløses af en enklere og mere umiddelbar arkitekturopfattelse (Architekten, 1919, s. 241). Det var også Jensen Klint, der gav stødet til den såkaldte bygmesterbevægelse (se hans bog Bygmesterskolen) og trods megen modstand, hvilket medførte hans udmeldelse af Akademisk Arkitektforening, fik sagen virkeliggjort (1912). Han holdt også selv kursus for bygningshåndværkere på højskoler, tekniske skoler og landbrugsskoler, i de senere år sammen med Ivar Bentsen. Af Landsforeningen Bedre Byggeskik var han medstifter (1915) og ivrigt medlem. Desuden deltog han i den af Akademisk Arkitektforening oprettede tegnehjælp. Jensen Klints folkelighed ligesom hans visionære fantasi og hans stærke følelsesbetoning må ses i sammenhæng med hans grundtvigianske livssyn, ligesom Herholdts retning og kunsthåndværket var udgangspunktet for hans arkitektoniske opfattelse i faglig henseende.
Jensen Klint modtog C.F. Hansen Medaillen 1924 og Foreningen til Hovedstadens Forskønnelses Medalje 1928. Han var æresmedlem af Dansk Arkitektforening og modtog Fortjenstmedaljen i guld. I 2006 blev der afholdt en udstilling om Jensen Klint, og samme år udkom en monografi om ham skrevet af Thomas Bo Jensen.
Jensen Klint blev gift 15. oktober 1881 i København med Mathilde Caroline Pedersdatter Markussen (17. januar 1846 i Esbønderup – 21. januar 1933 i København), datter af gartner Peder Markussen og Ane Kirstine Jeppesdatter. De fik sønnerne Tage Klint, der blev fabrikant og designer, Kaare Klint, der blev arkitekt, og datteren Helle Klint Bentsen, der blev billedhugger og gift med Ivar Bentsen. Han er begravet i Grundtvigskirken.

## Værker
- Facade, Poul la Cours forsøgsmølle, Askov (1897)
- Høyrups Allé 35, Hellerup (1915)
- Fredens Kirke, Odense (1920)
- Interiør, Fredens Kirke, Odense (1920)
- Nulpunktsten, Østerport, København (1925)
- På Bjerget, omkring Grundtvigskirken, København (1926)
- Anna Kirke, København (1928)
- Interiør, Anna Kirke, København (1928)
- Bethlehemskirken, København (1930)
- Interiør, Bethlehemskirken, København (1930)
- Gedser Kirke (1915)
- Interiør, Gedser Kirke (1915)
- Vodskov Kirke, Aalborg (1909)

(I København, når ikke andet er nævnt):
- Villa, Sofievej 27, Hellerup (1896, vinduer ændret)
- Facade, Poul la Cours forsøgsmølle, Møllevej 21, syd for Askov Højskole (1897)
- Gymnastikinstitut, Vodroffsvej 49–51, Frederiksberg (1897–98, fredet)
- Beboelsesejendom, Vodroffsvej 47–49, Frederiksberg (1899–1900)
- Villa, Søbakken 15, Skovshoved (1902)
- Frederikshavns Bank, Jernbanegade, Frederikshavn (konkurrence 1903, opført 1904)
- Sporvejsventesal "Bien", Trianglen (1904–07, måske sammen med Povl Baumann, fredet)
- Villa Rødsten, Onsgårdsvej 12, Hellerup (1905–06)
- Orupgårds forvalterbolig (1905–07)
- Vodskov Kirke (1906–09, sammen med Frederik Kiørboe og Povl Baumann)
- Komponisten Thorvald Aagaards hus, Ryslinge (1907)
- Villa, Niels Juels Vej 29, Svendborg (1907)
- Gymnastikhustype for Tegnehjælpen (1908)
- Smedens Hus, Landsudstillingen i Århus (1909, nedrevet)
- Ægirs Apotek, Jagtvej 113 (1909, nedlagt)
- Kirkegårdsmur, Frederikshavn (1910)
- Anna Kirke, Bjelkes Allé (projekteret 1911, opført 1913–14, 1921, 1924–28, nuværende alter og prædikestol ikke af Jensen Klint)
- Gedser Kirke (1913–15, sammen med Carl Andersen)
- Grundtvigskirken (projekteret 1913, opført 1921–40)
- Villa, Høyrups Allé 35, Hellerup (1915)
- Villa, Gardes Allé 36, Hellerup (1915–20)
- Klintegården, Nyrup Strand (1916–17)
- Skt. Hans Tveje, nu Fredens Kirke, Odense (1916–20)
- Indretning til beboelse af Borupgårds lade, Snekkersten (1917)
- KFUM, Klosterbakken, Odense (1921–23, 2. præmie i konkurrence 1920, nedrevet)
- Boligbebyggelsen På Bjerget omkring Grundtvigskirken (1924–26, sammen med Vilhelm Wittrup, Charles I. Schou, Georg Gøssel)
- Betlehemskirkens Menighedshus, Tømrergade 9 (1929–30)
- Bethlehemskirken, Åboulevard 8 (1930, sammen med Kaare Klint)

### Projekter
- Dronning Margretes Tårn, Dyrehaven (1904–12)
- Christiansborg Slot (1906)
- Nationalt mindesmærke, Sandbjerg, nær Hørsholm (1907)
- Fyns Sal, Christiansborg (1911)
- Grundtvigskapel ved Vartov (1912, præmieret i den 1. konkurrence om et Grundtvigsmindesmærke, sammen med Ivar Bentsen)
- 3 projekter til Skovshoved Kirke (1912–13)
- 2 projekter, Storbonden og herremanden, Danmarks bygning, Den baltiske udstilling, Malmö (1913, 3. præmie, sammen med Kaare Klint)
- Projekt til kirke i Århus, kaldet Tveje Aars (1913)
- Brand- og politistation, Frederiksberg (1915, præmieret)
- Bygning for Købestævnet, Fredericia (1915)
- Sankt Lukas Kirke, Århus (1918–19, 2. præmie)
- Indgang til Fælledparken (1919)

### Maleri
- Flere landskabsmalerier (indtil o. 1899)
- Nikolaj tårn uden spir (1902, efter skitse 1895, Københavns Bymuseum)

### Skulptur
- En lystig amagerbonde på et kålhovede, konkurrenceprojekt til springvand på Amagertorv (1890, bronze i Københavns Bymuseum)
- 2 relieffer til Københavns Rådhus, konkurrenceprojekt (udstillet 1895)
- Gravsten for Marie Andersen, 1896, Ørslev Kirkegård ved Skælskør
- Gravsten for forpagter C.F.A. Andersen, 1898, sammesteds
- Statuegruppe til Dronning Louises Bro (1899)
- Gravsten for Anna Jacobsen, 1911, Ryslinge Kirkegård
- Gravmæle for præsten V.J. Hoff, Ubberup Kirkegård (1908)
- Projekt til Margretes Brønd (1912)
- Mindesten for Christian Kold, Ryslinge Højskole (1916)
- Mindesten for Jens Nørregaard og Christoffer Bågø, Testrup Højskole (1916)
- Mindesten for C.J. Brostrøm, Viborg (1918)
- Mindebænk for Sophus Berthelsen, Høng (afsløret 1931)
- Mindetavle i anledning af kgl. besøg, Tuborg (1907)
- Kilometerstene (1910, 1. præmie, ses bl.a. langs Strandvejen)
- De 4 nulpunktsten på Københavns byportes plads (opsat 1920–25)

### Dekorative arbejder
- Keramik (o. 1890–97)
- Stuespringvand (udstillet 1890)
- Omslag til Tidsskrift for Industri (præmie i konkurrence 1894)
- Omslag til Skønvirke (1914)
- Adresse til Tuborg Fabrikkers jubilæum fra Centraltrykkeriet (1900)
- Plakat for Dansk Utställning, Liljevalchs, Stockholm (1919)
- Udkast til Dronning Dagmars Kilde, Vitten (1900–04)
- Ørneskabet (dameklædeskab, 1904, Kunstindustrimuseet)
- Altersølv til Hellerup Kirke

### Skriftlige arbejder
- Skriftbog til Brug ved Veterinær- og Landbohøjskolen, 1894, 2.udg. 1904
- Bygmesterskolen, 1911
- "Den Lidettroende i sin Bekendelse" i: Gads Danske Magasin, 1932, 207–24
- Adskillige andre artikler.